# Bukit Selamat (Simpang Kanan)
Bukit Selamat is een bestuurslaag in het regentschap Rokan Hilir van de provincie Riau, Indonesië. Bukit Selamat telt 4412 inwoners (volkstelling 2010).